# Dwa ognie (film)
Dwa ognie – polsko-szwedzki dramat psychologiczny z 2010 roku w reżyserii Agnieszki Łukasiak.

## Fabuła
Marta, młoda Polka mieszkająca na Białorusi, ucieka z córką przed handlem dzieci do Szwecji. Tam trafia do obozu uchodźców, z którego ma nadzieję jak najszybciej się wydostać i zacząć nowe życie w tym skandynawskim kraju. Rzeczywistość okazuje się mniej pozytywna.

## Obsada
- Magdalena Popławska − Marta Kowalska
- Simon Kassianides
- Kamila Nowysz
- Leila Haji
- Anna Kulawik-Chojnacki
- Mirjam Vöhrmann
- Frodrik Ohlsson
- Johann Neumann

## Produkcja
Zdjęcia kręcono w Łomży oraz w Szwecji (Kiruna i Ritsem w regionie Norrbotten).